# Yurii Semeniuk
Yurii Gennadiyovych Semeniuk (em ucraniano:  Юрій Геннадійович Семенюк, Solonka, 12 de maio de 1994) é um jogador de voleibol ucraniano que atua na posição de central.

## Carreira

### Clube
Semeniuk começou sua carreira desportiva em 2014 praticando treinos no VС Barkom-Kazhany após ser descoberto pelo técnico do clube, Jan Such, enquanto trabalhava em um supermercado. Após atuar profissionalmente por três temporadas pelo clube de seu país natal, conquistando um título nacional, uma copa e uma supercopa, o central ucraniano se transferiu para o VC Greenyard Maaseik para disputar a primeira divisão do campeonato belga.
Na temporada 2020–21, o atleta voltou para a Ucrânia para vestir a camisa do VС Barkom-Kazhany pela segunda vez, conquistando a tríplice coroa novamente; enquanto na temporada seguinte, foi contratado pelo Epicentr-Podolyany, por onde foi medalhista de ouro após a Federação Ucraniana de Voleibol (FVU) determinar o encerramento prematuro do campeonato ucraniano devido aos conflitos armados entre Ucrânia e Rússia.
Em 2022, Semeniuk foi contratado pelo Projekt Warszawa, clube da primeira divisão do campeonato polonês, para disputar a temporada 2022–23 pelo time da cidade de Varsóvia.

### Seleção
Representando a seleção de seu país, foi campeão da Liga Europeia de 2017 ao vencer a seleção da Macedônia do Norte por 3–1 na final. Na edição de 2021, foi vice-campeão após ser superado pela seleção turca na final pelo placar de 3–1.
Em 2022, disputando o primeiro Campeonato Mundial de sua carreira – e segunda da seleção ucraniana – o central terminou a competição na sétima colocação após cair nas quartas de final para a seleção eslovena.

## Títulos
Barkom-Kazhany
- Campeonato Ucraniano: 2018–19, 2020–21
- Copa da Ucrânia: 2018–19, 2020–21
- Supercopa Ucraniana: 2018, 2020

Epicentr-Podolyany
- Campeonato Ucraniano: 2021–22

Projekt Warszawa
- Copa Challenge: 2023–24

## Clubes
| Anos      | Clube                |
| --------- | -------------------- |
| 2017–2019 | VС Barkom-Kazhany    |
| 2019–2020 | VC Greenyard Maaseik |
| 2020–2021 | VС Barkom-Kazhany    |
| 2021–2022 | Epicentr-Podolyany   |
| 2022–     | Projekt Warszawa     |

## Prêmios individuais
- 2018: Supercopa Ucraniana – MVP
- 2024: Copa Challenge – MVP